# غزوه وادی القری
غزوه وادی القری، یکی از غزوات محمد است که بر اساس آن،‌ پس از پایان غزوه خیبر، لشکریان اسلام در راه بازگشت، به منطقه وادی‌القری -از مناطق تحت سیطره یهودیان در نزدکی مدینه- وارد شدند و پس از چند روز محاصره، قراردادی که با یهودیان خیبر بسته شده بود، با یهودیان وادی القری نیز بسته شد.
منطقه وادی القری، در شمال غربی مدینه واقع شده است که در طول راه بازرگانی شام به یمن قرار داشت. غزوه وادی القری در قرن هفتم قمری و پس از فتح خیبر و فدک رخ داد. در نهایت یهودیان وادی القری، پذیرفتند تا مصالحه کرده و جزیه بپردازند.